# ナチロジスティクス
株式会社ナチロジスティクスは、富山県富山市に本社を置く物流会社。不二越の子会社である。

## 沿革
- 1962年（昭和37年）8月 - 株式会社不二越の経営改革の一環として、資本金1,000万円にて設立。
- 1963年（昭和38年）4月 - 特定貨物自動車運送事業許可（富陸輸第23号、名陸自第1643号）を取得。
- 1964年（昭和39年）12月 - 一般区域貨物自動車運送事業許可（富陸輸第1771号、名陸自第5542号）を取得
- 1965年（昭和40年）10月 - 名古屋営業所を愛知県安城市に開設し、一般区域貨物自動車運送事業許可（愛陸輸第2716号、名陸自第4332号）を取得
- 1966年（昭和41年）9月 - 機械解体、運搬、組付、据付事業を開始。
- 1967年（昭和42年）8月 - 名古屋営業所を愛知県豊田市柿本町に移転。
- 1973年（昭和48年）3月 - 産業廃棄物処理業許可（富山県指令保整第269号収集運搬業）を取得。資本金を3,000万円に増資。
- 1975年（昭和50年）8月 - 大阪駐在所を開設。
- 1977年（昭和52年）4月 - 不二越工業高等学校より移管し、保険部を開設。
- 1984年（昭和59年）7月 - 倉庫荷役作業及び電気配管工事業を開始。資本金を6,000万円に増資。
- 1988年（昭和63年）1月 - 損害保険代理店種別等級（工場、一般）に認定。
- 1995年（平成7年）12月 - 名古屋営業所を愛知県豊田市上丘町に新築・移転。
- 2001年（平成13年）6月 - 社名を株式会社ナチロジスティクスに変更。
- 2004年（平成16年）8月 - 本社と東富山営業所がISO 14001を取得。
- 2006年（平成18年）
  - 1月 - 東富山営業所が安全性優良事業所に認定。
  - 11月 - フジコシミサワホーム株式会社より、アフラック商権を引き継ぐ。
- 2008年（平成20年）1月 - 富山営業所が安全性優良事業所に認定。
- 2009年（平成21年）
  - 5月 - 富山営業所・東富山営業所をナチ物流センター（富山市米田町3-5-1）に移転。
  - 12月 - 保険センターを富山本社（富山市公文名1-1）に移転。
- 2012年（平成24年）10月 - 大阪営業所を東大阪市横枕西に移転。

## 主要取引先
不二越他ナチグループ各社、愛知製鋼、アイチ物流、旭技研、天辻鋼球製作所、岩沢製作所、エムアールティ、近江鍛工、岡崎工機、岡本工作機械製作所、岡谷鋼機、金川商店、上組、技研、キムラユニティー、キャラクターE/G、光洋サーモシステム、サンエイ、三栄運輸、山陽特殊製鋼、シーケービー、大同特殊鋼、大平洋製鋼、武内プレス工業、ツバキ・ナカシマ、豊田自動織機、日本通運、浜田運送、阪急阪神エクスプレス、阪和興業、マルタアマゾン、武蔵通商、明正、メタルワン特殊鋼、ユニゾーン（50音順）